# Romanós (ort i Grekland, Epirus, Nomós Ioannínon)
Romanós (Romanos) är en ort i Grekland.   Den ligger i prefekturen Nomós Ioannínon och regionen Epirus, i den centrala delen av landet, 300 km nordväst om huvudstaden Aten. Romanós ligger 370 meter över havet och antalet invånare är 403.
Terrängen runt Romanós är bergig söderut, men norrut är den kuperad. Runt Romanós är det ganska glesbefolkat, med 31 invånare per kvadratkilometer. Närmaste större samhälle är Pappadátes, 10,6 km sydost om Romanós. I omgivningarna runt Romanós växer i huvudsak blandskog.